# Dendropsophus amicorum
Dendropsophus amicorum é uma espécie de anfíbio da família Hylidae.
É endémica da Venezuela.
Os seus habitats naturais são: regiões subtropicais ou tropicais húmidas de alta altitude.
Está ameaçada por perda de habitat.